# Strömsundsbron
Strömsundsbron är en snedkabelbro för Europaväg 45 över Ströms Vattudal i Strömsund i norra Jämtland.
Bron var sensationell när den invigdes år 1956 – den var då världens längsta snedkabelbro. Spännvidden är 182 m, och totallängden 332 m. Höjden på de två pylonerna är 28 m, och vägbanans bredd är 14.3 m.

## Historia
Strömsundsbron invigdes av Jämtlands läns landshövding Anders Tottie den 27 september 1956, och dess totalkostnad blev cirka 10 miljoner kronor. Bron ersatte den organiserade färjetrafik som funnits över Strömssundet sedan 1600-talet. Man kunde sedan 1920-talet också köra öster om den sydligaste delen av Vattudalen som kallas Russfjärden, över en mindre bro nedanför Ulriksfors, en omväg på c:a 5 km för trafik från Östersund. Strömsundsbron är ritad av den tyske pionjären för snedkabelbroar, Franz Dischinger (1887–1953), och byggdes av Demag AG, Duisburg, under åren 1953–1955. Betongfundamenten byggdes av dåvarande AB Skånska Cementgjuteriet. Bron kallas ibland också "Vattudalsbron" eller "Jämtlands Golden Gate". Den är avbildad i Strömsunds kommunvapen.
Den 7 juli 2006, under Dundermarknaden, firades Strömsundsbrons 50-årsjubileum i närvaro av bland andra Jämtlands landshövding Maggi Mikaelsson, handelsattachén från Tysklands ambassad i Stockholm samt Strömsunds kommuns kommunalråd. I oktober 2010 fick bron en kraftig fasadbelysning, genom en samfinansiering mellan Trafikverket, Strömsunds företagarförening och Strömsunds kommun.
Under 2020–2022 genomfördes en upprustning av bron, där bland annat snedkablarna byttes ut.

## Bilder

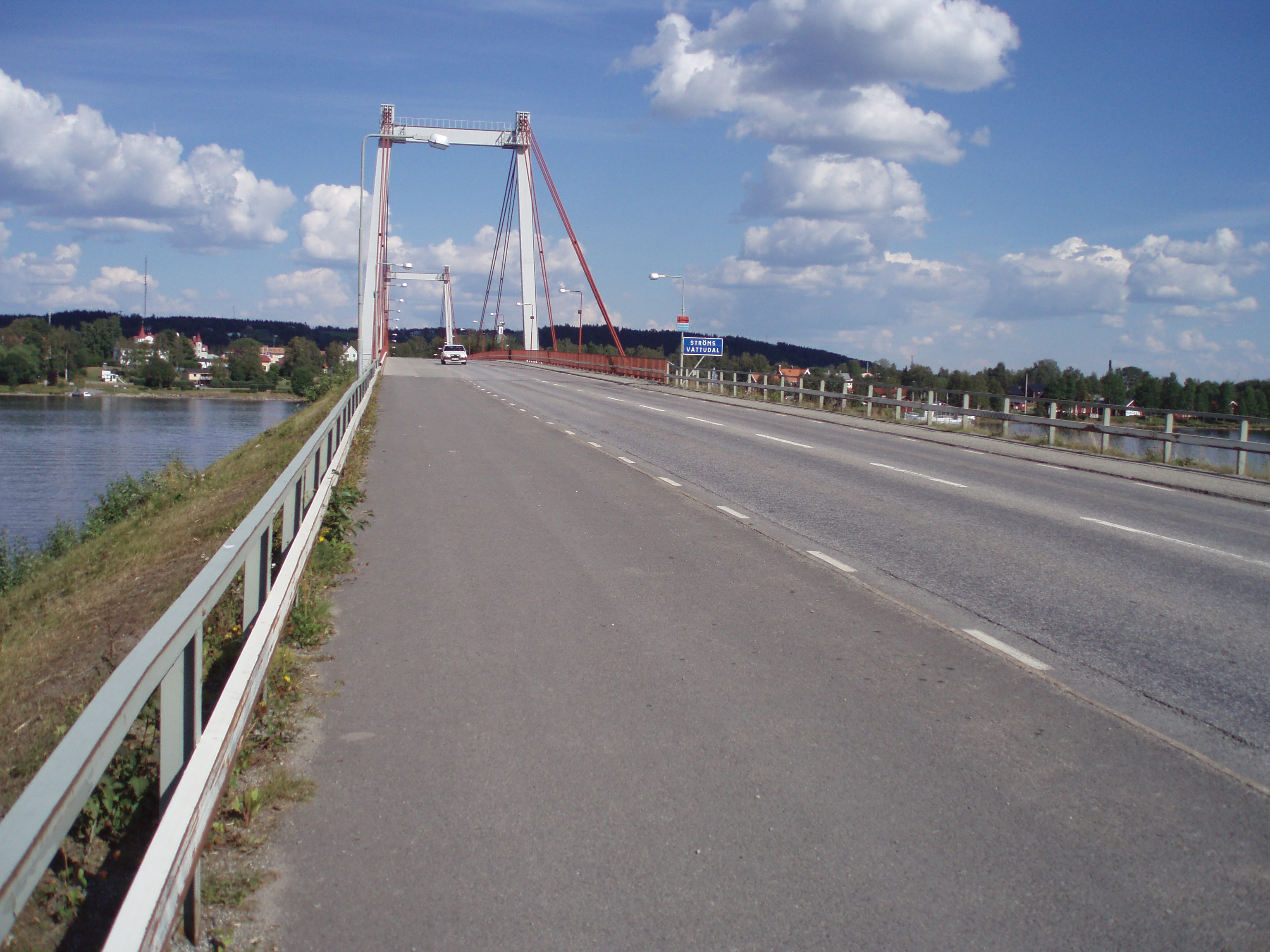
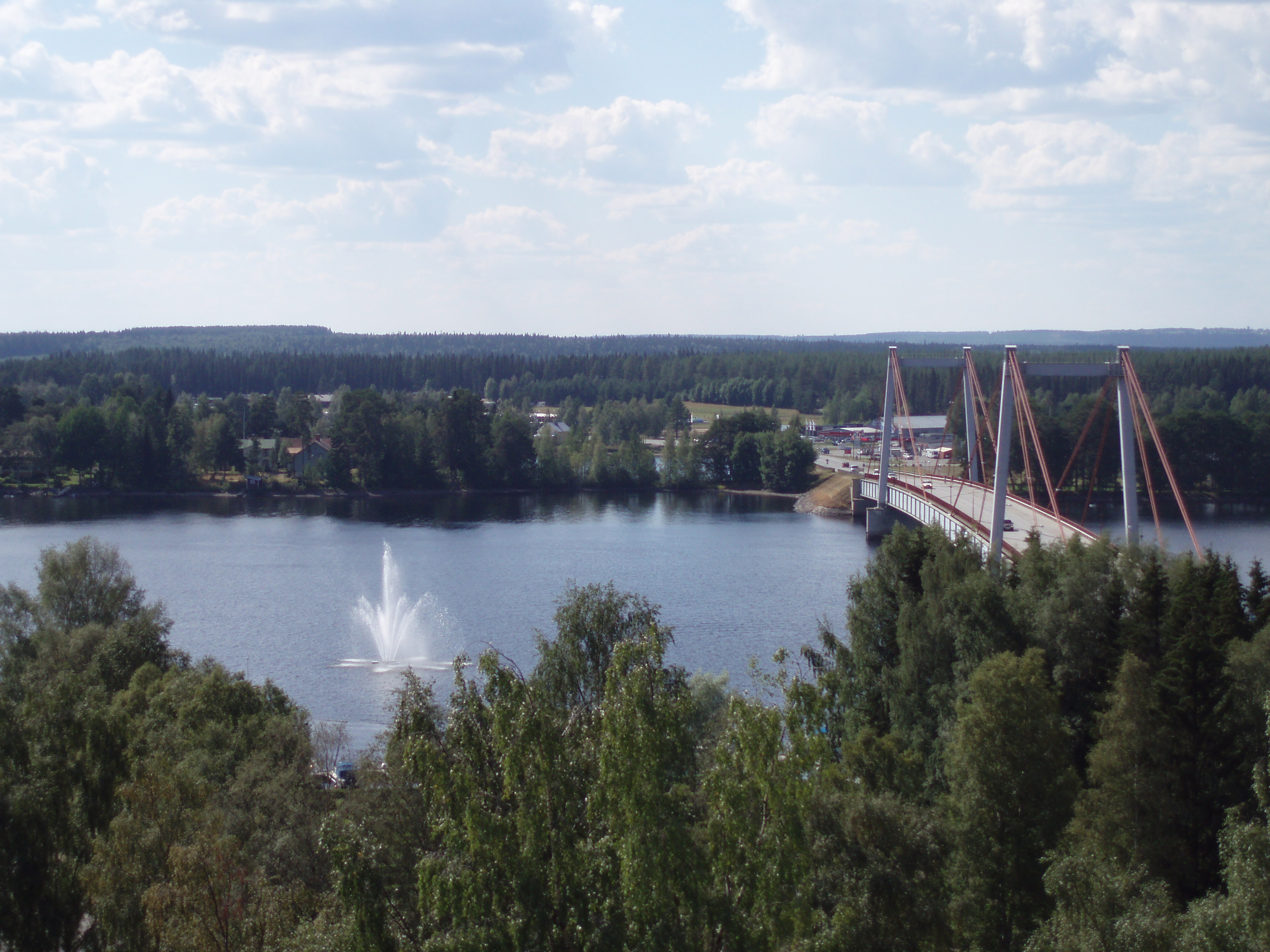
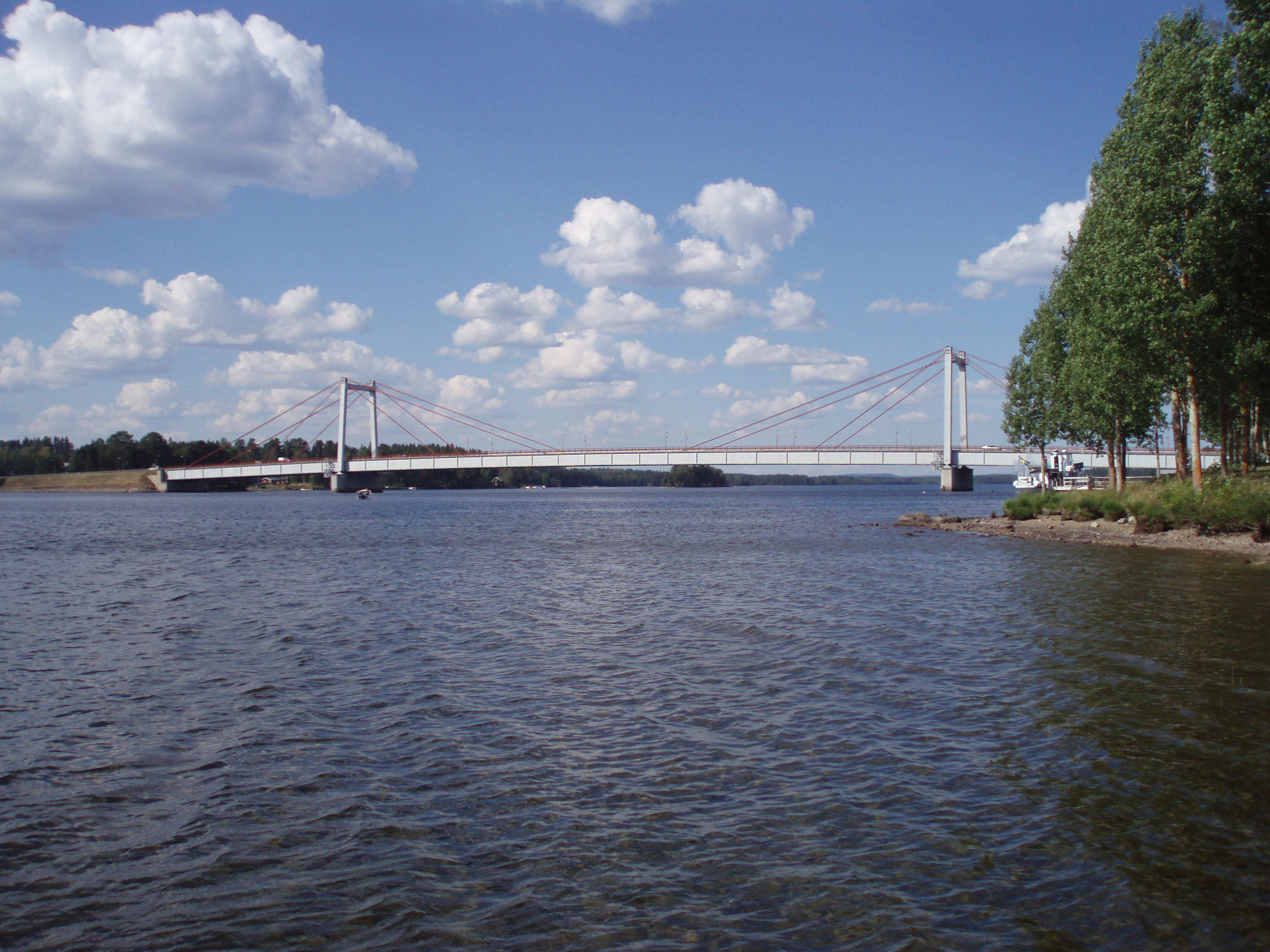